# Gianfranco Parolini
Gianfranco Parolini (Róma, 1925. február 20. – Róma, 2018. április 26.) olasz filmrendező, forgatókönyvíró. Műfaja spagettiwestern.

## Filmjei
- Yeti - il gigante del 20. secolo (szín., olasz kalandf., 1977) rendező
- Isten fegyvere (szín., olasz-izr. western, 1976) rendező, forgatókönyvíró
- Isten veled Sabata! (szín., olasz-sp. western, 1971) rendező, forgatókönyvíró, vágó
- Sabata visszatér (szín., olasz-francia-NSZK western, 1971) rendező, forgatókönyvíró, vágó
- Hé barátom, itt van Sabata (szín., olasz western, 1969) rendező, forgatókönyvíró
- Sabata (szín., olasz western, 1969) rendező, forgatókönyvíró
- I dieci gladiatori (szín., olasz kalandf., 1963) (TV-film) rendező, forgatókönyvíró
- Anno 79: La distruzione di Ercolano (szín., olasz-francia történelmi dráma, 1962) (TV-film) rendező, forgatókönyvíró
- La furia di Ercole (szín., olasz kalandf., 1961) rendező, forgatókönyvíró